# PGC 17155
LEDA/PGC 17155 ist eine verschmolzene ultraleuchtende Infrarot-Galaxie vom Hubble-Typ S pec im Sternbild Hase. Sie ist schätzungsweise 566 Millionen Lichtjahre von der Milchstraße entfernt und hat einen Durchmesser von etwa 75.000 Lichtjahren. Vom Sonnensystem aus entfernt sich das Objekt mit einer errechneten Radialgeschwindigkeit von näherungsweise 12.800 Kilometern pro Sekunde.